# Хиривалю
Хиривалю — река в России, протекает по Рутульскому району республики Дагестан. Длина реки составляет 22 км. Площадь водосборного бассейна — 127 км².
Начинается на южном склоне хребта Дюльтыдаг. Течёт в общем юго-восточном направлении вдоль хребта Чульты через сёла Аракуль и Нижний Катрух. Устье реки находится в 17 км по левому берегу реки Кара-Самур.
Основные притоки — реки Гульгя, Алиньганых, Этаных, Нурзуккаланых, Нусса (все — левые).

## Фотографии бассейна притока Хиривалю — Гульги

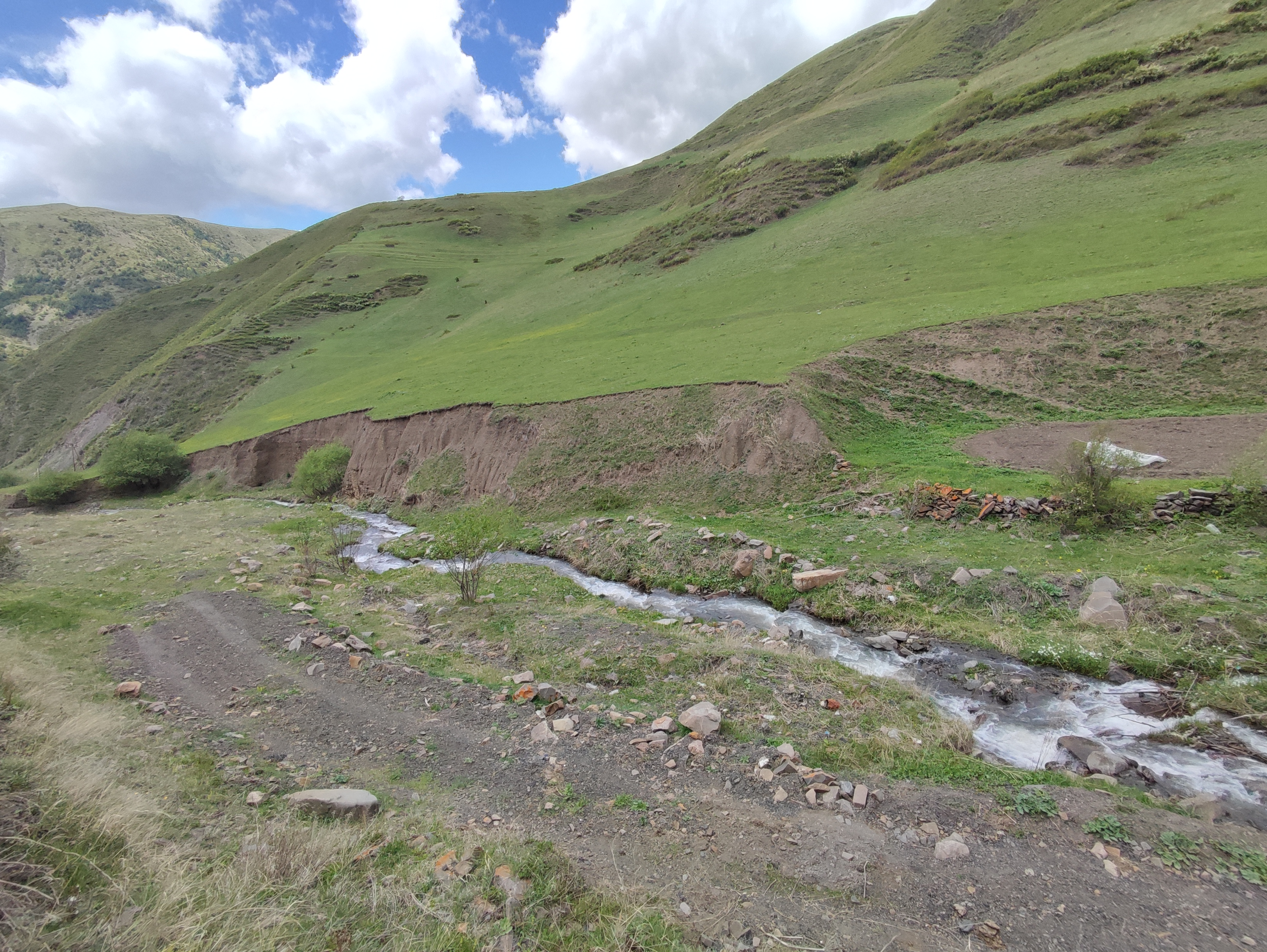
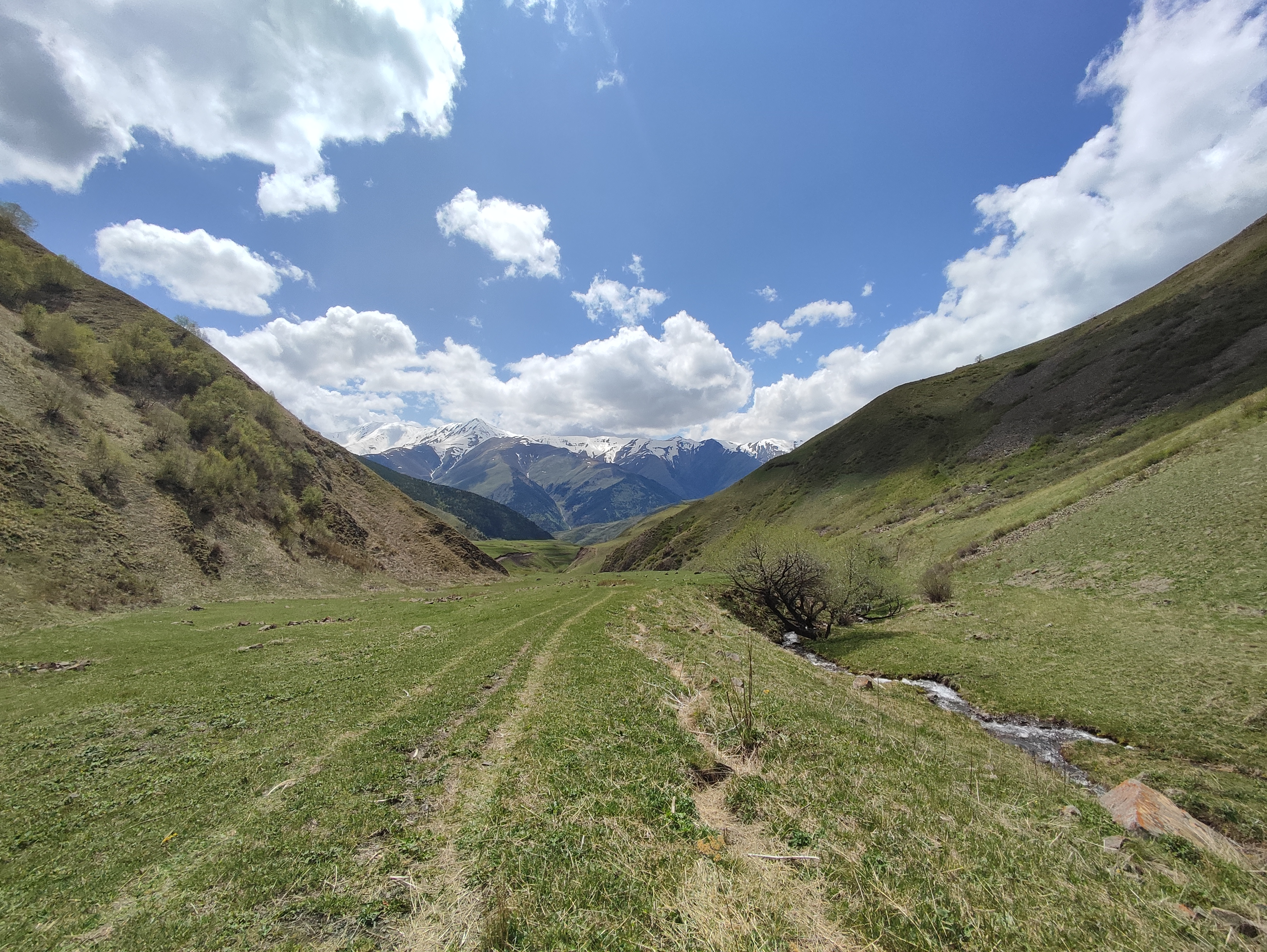
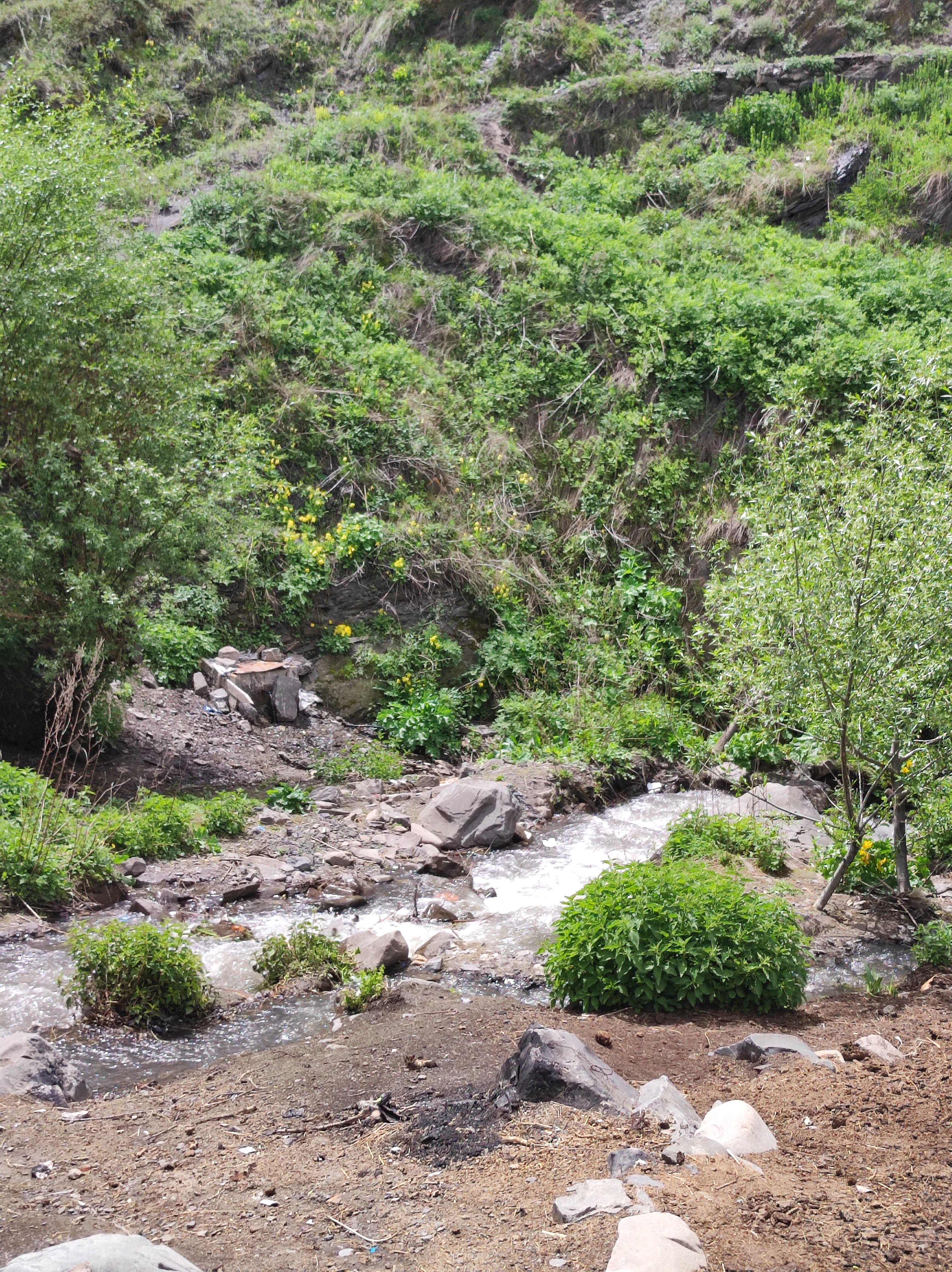
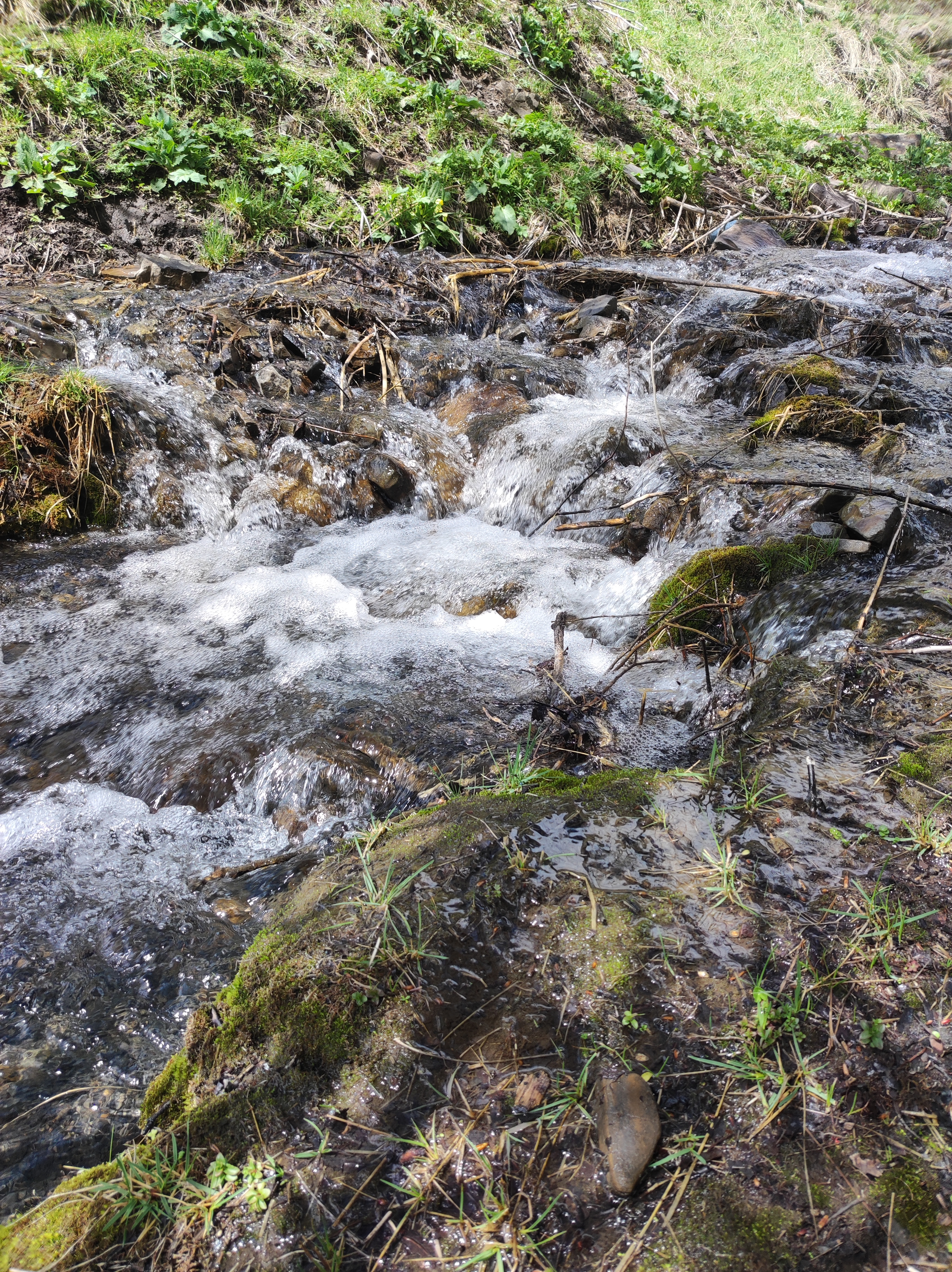
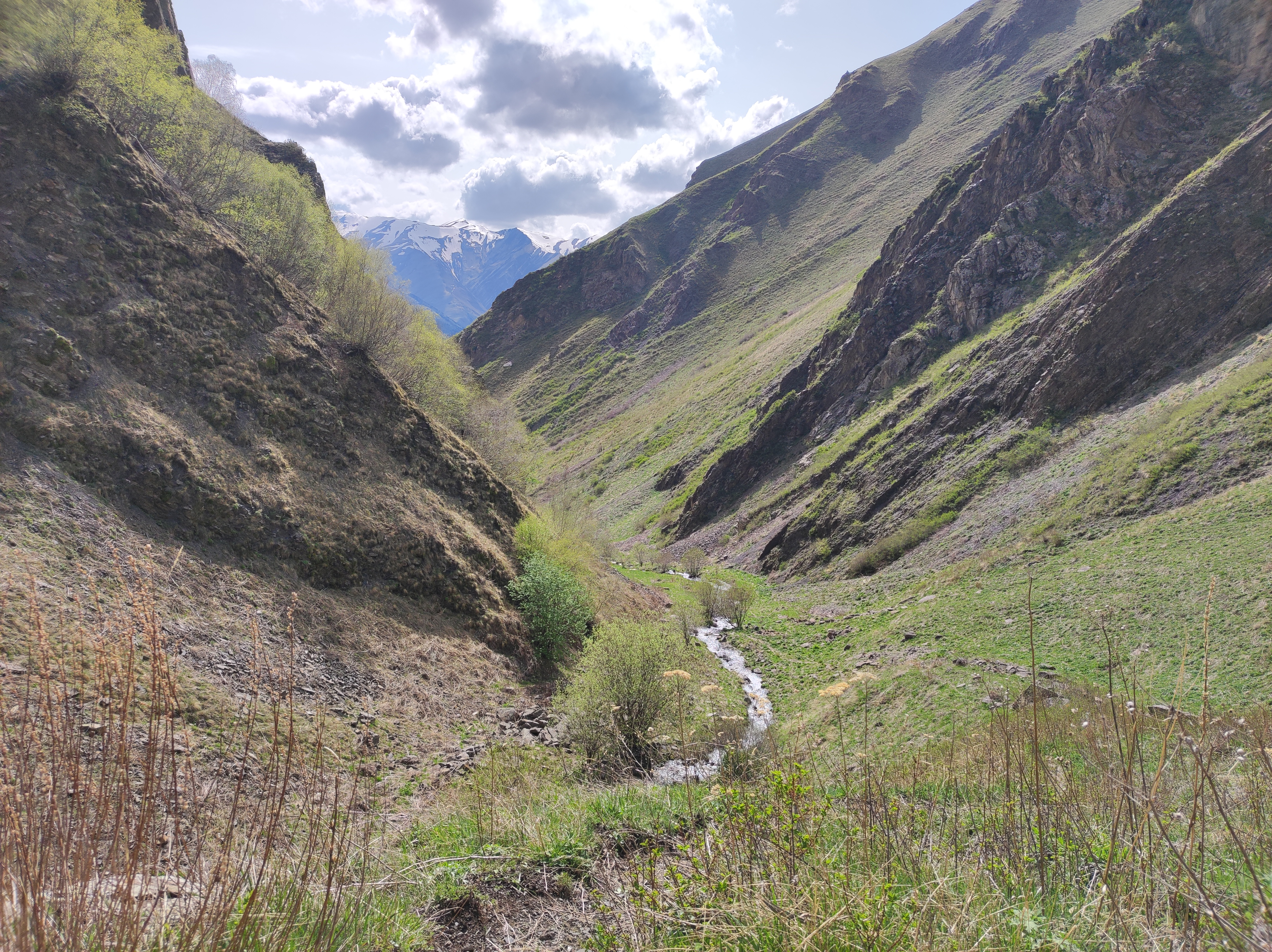
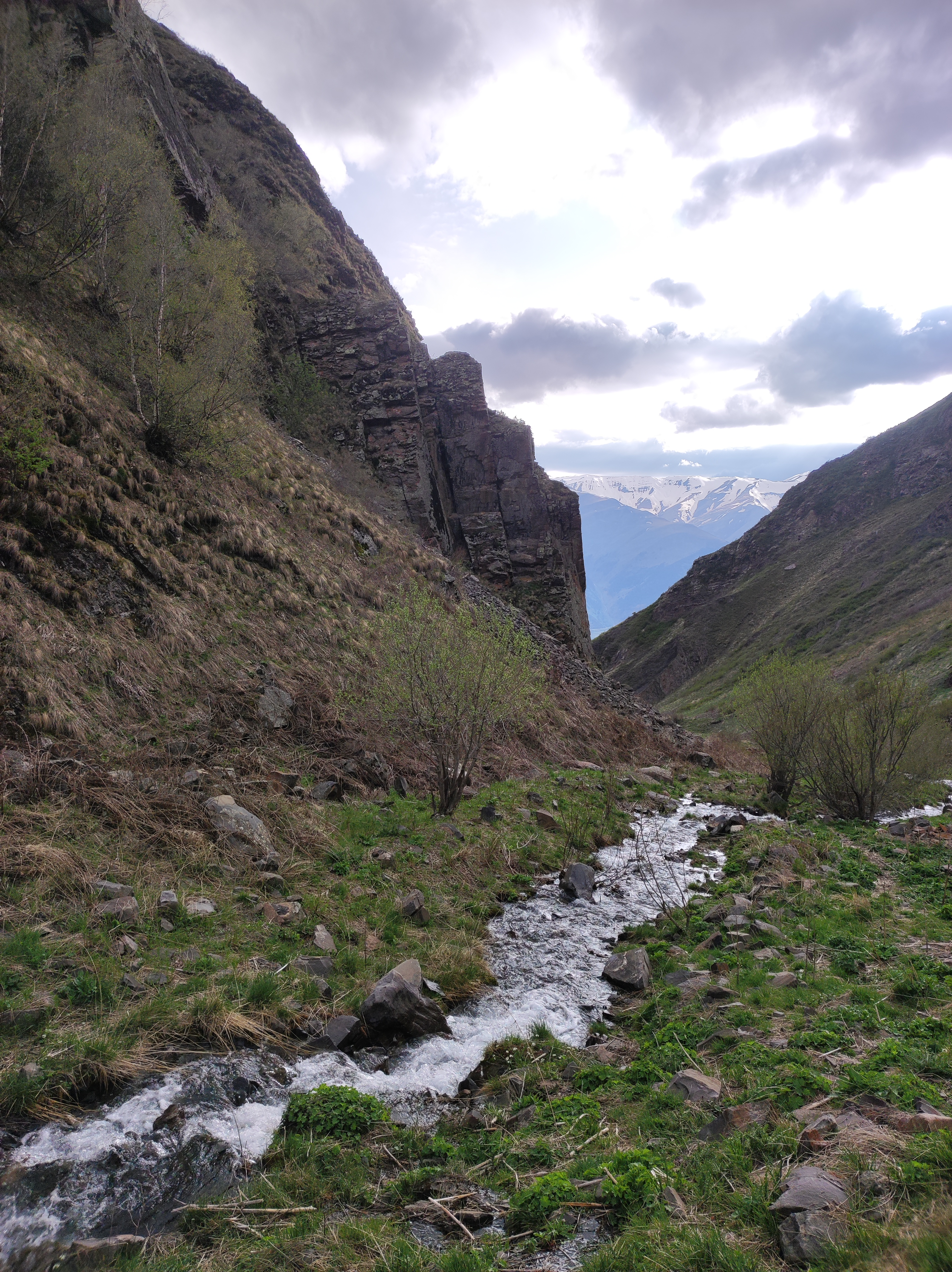
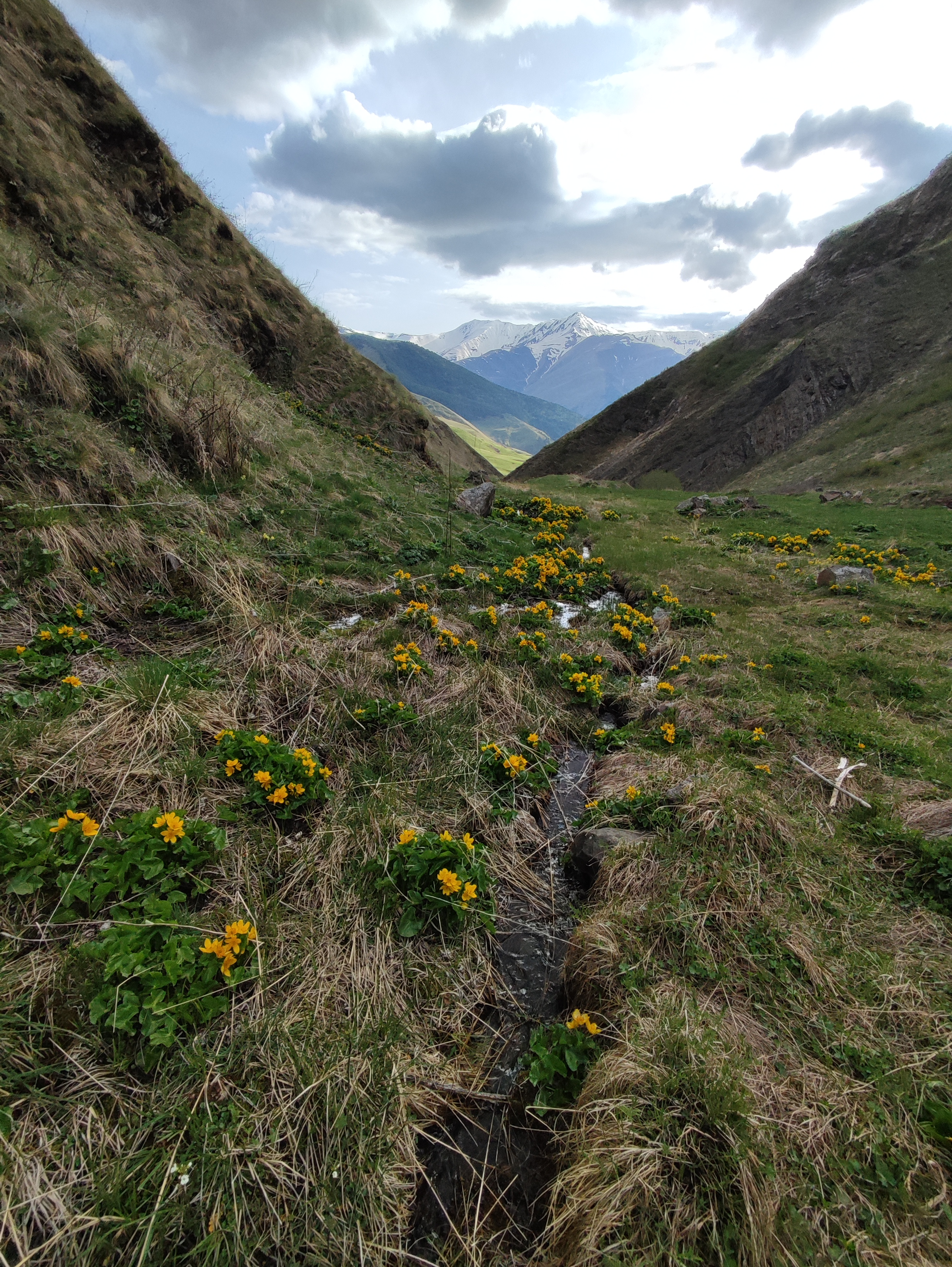
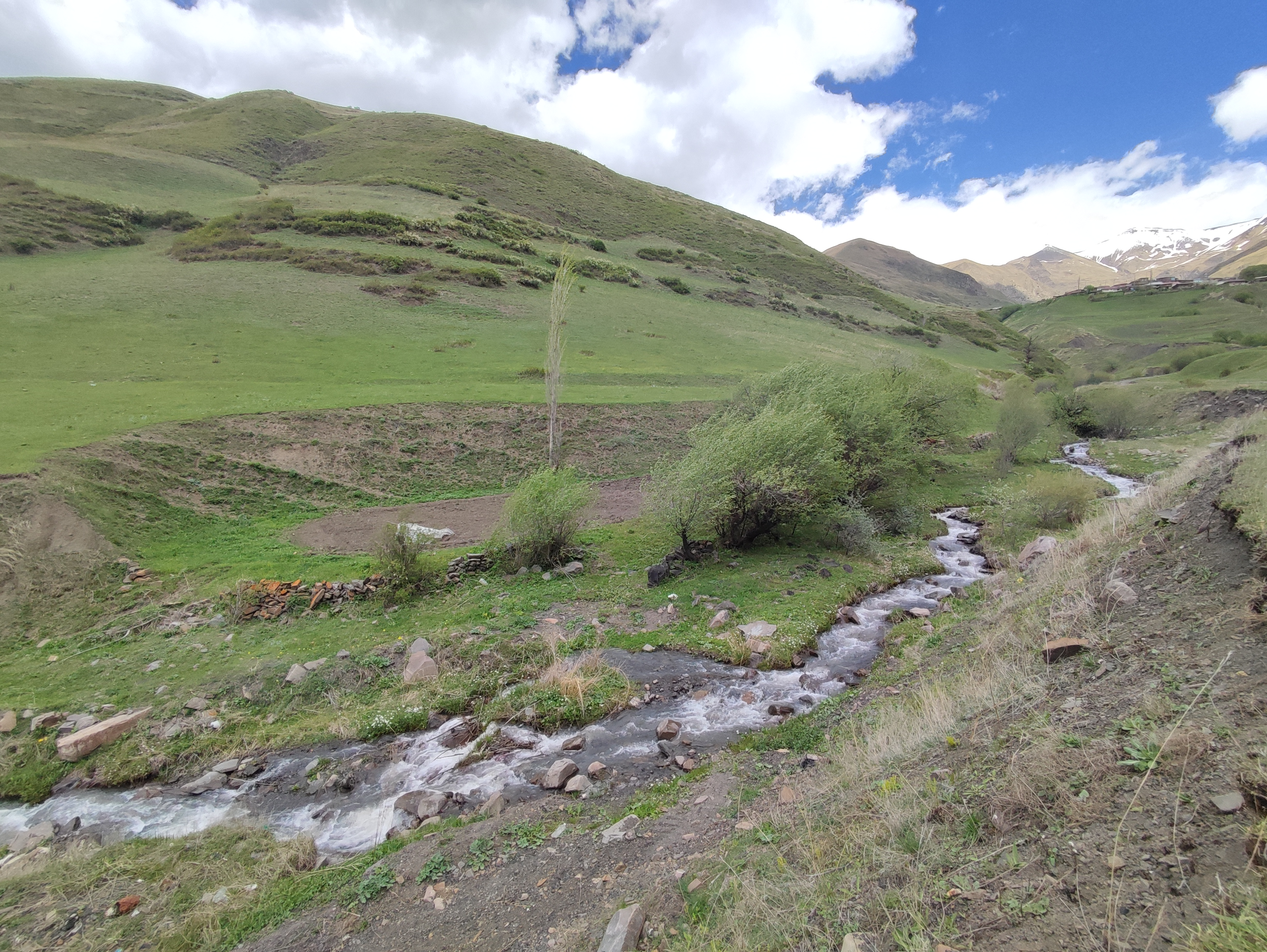

## Данные водного реестра
По данным государственного водного реестра России относится к Западно-Каспийскому бассейновому округу, водохозяйственный участок реки — Самур. Речной бассейн реки — Терек.
Код объекта в государственном водном реестре — 07030000412109300002279.